# Monika Piazzesi
Monika Piazzesi est une économiste allemande. Ses recherches portent sur l'évaluation des actifs et l'économétrie des séries temporelles, notamment appliquées aux marchés obligataires et à la structure des taux d'intérêt. Elle reçoit le Prix Bernacer en 2005 et le Prix Elaine-Bennett pour la recherche en 2006. 

## Biographie
Née à Heidelberg, Monika Piazzesi obtient un diplôme en économie de l'Université de Heidelberg en 1991 avant d'obtenir un bachelor en économie de l'Université de Bonn puis un doctorat de l'Université Stanford en 2000. Elle passe l'année scolaire 93-94 à l'ENSAE dans le cadre d'un programme d'échange.
Elle enseigne à l'Anderson School de l'Université de Californie à Los Angeles de 2000 à 2003, à la Graduate School of Business de l'Université de Chicago, où elle a été professeure de finance et membre de la faculté John Huizinga entre 2006 et 2008, et à l'Université de Stanford.
Elle est directrice du programme de pricing de titres du NBER depuis 2007. De 2006 à 2014, elle est la co-directrice du Journal of Political Economy.
Monika Piazzesi développe des modèles influents de la courbe de rendement des obligations, intégrant des facteurs macroéconomiques cruciaux tels que les actions des banques centrales et des mesures des fluctuations du cycle économique. La Réserve fédérale des Etats-Unis a modifié ses modèles de prévision directement en réponse à ses recherches.

## Publications
Monika Piazzesi a publié de nombreux articles de recherches, dont : 
- A no-arbitrage vector autoregression of term structure dynamics with macroeconomic and latent variables, Andrew Ang, Monika Piazzesi, Journal of Monetary economics, 2003
- Bond risk premia, John H Cochrane, Monika Piazzesi, American economic review, 2005
- Affine term structure models, Monika Piazzesi, Handbook of financial econometrics: Tools and Techniques, 2010
- The Fed and Interest Rates-A High-Frequency Identification, M Piazzesi, American Economic Review 92 (2), 90-95, 2002

- Asset Pricing Program, Monika Piazzesi, NBER Reporter, June 2018, Issue 2, Pages 1-6[6].